# Noriko Matsueda
Noriko Matsueda (松枝 賀子 Matsueda Noriko), née le 18 décembre 1971 à Tochigi, est une compositrice de musique de jeu vidéo.
Elle a principalement travaillé pour la société Squaresoft, devenue SquareEnix : Front Mission, Bahamut Lagoon... Son style, d'abord plutôt classique (Bahamut Lagoon, 1996), est par la suite devenu plus "jazzy" et "fusion", ce qui lui a valu d'être parfois contestée. Elle a quitté SquareEnix en 2004, après avoir travaillé sur Final Fantasy X-2, et semble avoir abandonné la composition pour jeu vidéo.

## Bande son
- Front Mission (1995)
- Chrono Trigger (1995) (une piste)
- Bahamut Lagoon (1996)
- Tobal n°1 (1996) (une piste)
- Front Mission 2 (1997)
- Racing Lagoon (1999)
- The Bouncer (2000)
- PlayOnline Viewer (2002)
- Final Fantasy X-2 (2003)
- Final Fantasy X-2 International + Last Mission (2004)

## Discographie
- Front Mission Original Sound Version (1995)
- Chrono Trigger Original Sound Version (1995)
- Bahamut Lagoon Original Sound Version (1996)
- Tobal No.1 Original Sound Track (1996)
- Front Mission 2 Original Soundtrack (1997)
- Racing Lagoon Original Soundtrack (1999)
- The Bouncer Original Soundtrack (2000)
- Final Fantasy X Vocal Collection (2002)
- Final Fantasy X-2 Original Soundtrack (2003)
- Final Fantasy X-2 International + Last Mission Original Soundtrack (2004)
- Final Fantasy X-2 Piano Collection (2004)